# キンバリー・ポー
キンバリー・ポー・メッセーリ（Kimberly Po-Messerli, 1971年10月20日 - ）は、アメリカ・カリフォルニア州ロサンゼルス出身の元女子プロテニス選手。2000年のウィンブルドン混合ダブルスで、同じアメリカのドナルド・ジョンソンとペアを組んで優勝した。2001年の全米オープン女子ダブルスで、ナタリー・トージア（フランス）と組んで準優勝したこともある。彼女は東レ パン・パシフィック・オープン・テニストーナメントやジャパン・オープン、トヨタ・プリンセス・カップなど、日本開催のトーナメントにも数多く出場し、日本人女子選手たちとの対戦も多かった。自己最高ランキングはシングルス14位、ダブルス6位。WTAツアーでシングルスの優勝はなかったが、ダブルスで5勝を挙げた。
キンバリー・ポーはジュニア時代、全米オープンのジュニア女子ダブルスでメレディス・マグラスとペアを組んで1987年・1988年に2年連続優勝を達成した。1990年にプロ入り。1991年全米オープンで4大大会にデビューし、ナタリア・ズベレワ（当時ソ連）との3回戦まで進出する。1993年には、ウィンブルドンを除く3つの4大大会で3回戦に勝ち進んだ。1995年8月の「カナディアン・オープン」で、ポーは2年ぶりにツアー復帰したモニカ・セレシュと顔を合わせた。セレシュは1993年4月30日の刺傷事件を乗り越えて、この大会から復帰を果たし、最初の対戦相手となったポーに 6-0, 6-3 で快勝して再出発を飾った。
彼女の名前が日本で広く知られるようになったのは、1996年に起きた一連の出来事からである。4月のジャパン・オープン女子ダブルス決勝で、ポーとエミー・フレージャーのペアは伊達公子＆杉山愛組に 6-7, 7-6, 3-6 で敗れて準優勝になった。4ヶ月後の全米オープンで、ポーは1回戦で第10シードの伊達を 6-2, 7-5 のストレートで破った。全米オープン終了後の「ニチレイ・レディース」でも来日し、シングルス・ダブルスともに準決勝まで勝ち進んだ。ニチレイ・レディースの終了後、伊達は9月25日に突然の引退表明を行い、ポーに敗れた全米オープン1回戦が伊達の最後の4大大会出場となった。
ポーは1997年全豪オープンで4大大会シングルスの自己最高成績を出し、初めてのベスト8に進出した。その過程で、彼女は2回戦で杉山愛、3回戦で平木理化と日本人選手を連破し、4回戦で第7シードのリンゼイ・ダベンポートを破る勝利を挙げたが、準々決勝でアマンダ・クッツァーに敗退した。4月のジャパン・オープンでは、シングルス準決勝で杉山に敗れている。こうして彼女は1997年6月にシングルス自己最高ランキングを「14位」まで上げたが、同年11月に右肩の手術を受け、1998年5月まで戦線離脱を余儀なくされた。1998年のシングルス成績は、全米オープンで自己最高の4回戦進出がある。
1998年11月、ポーはカナダ・ケベックシティ大会のダブルスでロリ・マクニールと組んで優勝し、プロテニス選手として初めてのWTAツアータイトルを獲得した。この頃から、彼女はダブルスの分野で成績を伸ばし始める。1999年4月のジャパン・オープンでは、コリーナ・モラリューと組んで女子ダブルス初優勝を果たした。5ヶ月後の全米オープンで、ポーはドナルド・ジョンソンと混合ダブルスのペアを組み、初めて4大大会決勝戦の舞台を踏んだ。この決勝ではマヘシュ・ブパシ＆杉山愛組に 4-6, 4-6 で敗れて準優勝になる。翌年の2000年ウィンブルドン混合ダブルス決勝で、ポーとジョンソンはレイトン・ヒューイット＆キム・クライシュテルス組を 6-4, 7-6 で破り、キャリア最大のタイトルを獲得した。この当時はまだ独身女性の「キンバリー・ポー」であったが、その後オリバー・メッセーリ（Oliver Messerli）と結婚し、2つの姓を併用して「キンバリー・ポー・メッセーリ」と名乗った。
彼女は2000年6月中旬のイギリス・バーミンガム大会（ウィンブルドン選手権の前哨戦の1つ）を最後に、女子ツアー大会のシングルスから撤退し、以後の活動をダブルスのみに絞った。2001年から、彼女はフランスのベテラン選手ナタリー・トージアと組んで大半のトーナメントに出場し、全仏オープンベスト8・ウィンブルドンベスト4を経て、全米オープンで女子ダブルス決勝に進出した。ポー・メッセーリにとっては、1999年の混合ダブルス以来2度目の全米オープン決勝戦だったが、2人は第1シードのリサ・レイモンド＆レネ・スタブス組に 2-6, 7-5, 5-7 で敗れて優勝を逃した。全米オープン終了後、ポー・メッセーリは30歳でダブルス自己最高ランキング「6位」に入った。
現役最後の年となった2002年、ポー・メッセーリはウィンブルドンと全米オープンで女子ダブルスのベスト8に入り、ウィンブルドンではドナルド・ジョンソンとの混合ダブルスで2年ぶりの準決勝に進んだ。最後は準決勝でマヘシュ・ブパシ＆エレーナ・リホフツェワ組に 4-6, 6-1, 3-6 で敗れ、ポーとジョンソンは2年ぶりの決勝進出を逃した。女子ダブルスのパートナーは、ウィンブルドンはトージアであったが、全米オープンは白血病を克服したコリーナ・モラリューと組んだ。ポー・メッセーリとモラリューは、9月末の「トヨタ・プリンセス・カップ」にも出場したが、このトーナメントは2002年の第13回大会を最後に廃止された。10月下旬の「チューリッヒ・オープン」女子ダブルスで、ポー・メッセーリとナターシャ・ズベレワは、準々決勝でエレナ・ドキッチ＆ナディア・ペトロワ組に 4-6, 3-6 で敗れた。この試合を最後に、キンバリー・ポー・メッセーリとナターシャ・ズベレワ、2人の選手が同時に女子プロテニス界を引退したのである。